# Coregonus candidus
Coregonus candidus — вид лососевих риб роду Сиг (Coregonus).

## Поширення
Вид є ендеміком Швейцарії, зустрічається лише у двох озерах — Неушатель та Бієнне. Риба була інтродукована в озеро  Маджоре на півночі  Італії, де вона гібридувалась з іншими видами сига.

## Опис
Максимальна довжина записана для цього виду становить 32 см.

## Спосіб життя
Вид нереститься в січні. Мешкає на піщаному або мулистому дні озера на глибині від 90 до 130 метрів.